# Abutilon anodoides
Abutilon anodoides är en malvaväxtart som beskrevs av St.-hil. och Naud.. Abutilon anodoides ingår i släktet klockmalvor, och familjen malvaväxter. Inga underarter finns listade i Catalogue of Life.